# Винклер, Клеменс Александр
Кле́менс Александр Ви́нклер (нем. Clemens Alexander Winkler; 26 декабря 1838, Фрайберг — 8 октября 1904, Дрезден) — немецкий химик-технолог, открывший химический элемент германий (1886), что позволило подкрепить теорию Д. И. Менделеева о периодичности.

## Биография
Родился 26 декабря 1838 года во Фрайберге (королевство Саксония). Он был сыном химика, который учился у Берцелиуса. Первоначальное образование Винклер получил в школах Фрайберга, Дрездена и Хемница. В 1857—1859 годах учился во Фрайбергской горной академии, после чего некоторое время работал на химических предприятиях, а в 1864 году защитил докторскую диссертацию в Лейпцигском университете. С 1873 по 1902 год Винклер был профессором химической технологии и аналитической химии во Фрайбергской академии, а в 1896—1899 годах — её директором. Винклер был избран членом Шведской королевской академии наук в 1892 году.
В 1893 году Винклер переехал в Гамбург, где женился на своей «первой любви» Тане Браун.
В 1902 году Винклер подал в отставку с должности профессора. Два года спустя, 8 октября 1904 года он умер в Дрездене от рака в возрасте 66 лет; был похоронен на Троицком кладбище.
Винклер писал стихи, играл на нескольких музыкальных инструментах.

## Научная работа
Важнейшие научные труды Винклера посвящены химической технологии, аналитической и неорганической химии.

### Открытие германия
В 1886 году Винклеру был доставлен новый минерал из рудника Химмельсфюрст около Фрайберга. Минерал, названный аргиродитом, как было найдено химиками, содержал серебро и серу. Когда Винклер впоследствии проанализировал минерал, он обнаружил, что отдельные компоненты составляют примерно до 93—94 % от его общей массы, что привело его к подозрению, что здесь должен присутствовать новый и ранее неизвестный элемент. После дополнительной химической очистки через нескольких месяцев Винклер 6 февраля 1886 года выделил чистый элемент, германий, и опубликовал свои результаты. Минерал аргиродит, в котором Винклер искал германий, сейчас известен как двойной сульфид с формулой GeS2·4Ag2S.
При размещении германия в периодической таблице Менделеев предположил, что это может быть экакадмий — элемент, который он предсказывал ранее. Однако Лотар Мейер предпочёл идентифицировать германий как экасилиций — другой предсказанный ранее элемент. Винклер выделил больше чистого материала, и в итоге получил достаточно, чтобы измерить некоторые его физические и химические свойства. Его результаты однозначно показали, что интерпретация Мейера была правильной, и что почти все свойства нового элемента соответствует менделеевскому прогнозу. Близкое соответствие между тем, что было предсказано для экасилиция и тем, что было найдено в германии, было чётким доказательством полезности и силы периодической таблицы и концепции периодичности.

### Другие работы
В дополнение к выделению и изучению германия, Винклер занимался анализом газов. Он опубликовал книгу на эту тему — «Руководство по техническому анализу газов» (1884). В этой книге Винклер описал изобретённый им трёхходовой кран. Он также разработал промышленный способ получения серного ангидрида взаимодействием сернистого газа и кислорода при нагревании в присутствии платинированного асбеста, заложив тем самым основы контактного промышленного метода получения серной кислоты.
Кроме того, Винклер предсказал существование монооксида кремния, и был первым, кто попытался получить его путём нагревания кремния в 1890 году. Однако опыт оказался неудачным, потому что у него не получилось довести смесь до достаточно высокой температуры с использованием печи. В связи с отсутствием реакции, Винклер неправильно сделал вывод, что SiO не существует, хотя тремя годами ранее Чарльз Ф. Мейбри уже сообщал, что это соединение образуется при восстановлении кремнезёма углем. Тем не менее, Генри Ноэль Поттер, инженер из Вестингауза, пятнадцать лет спустя повторил эксперимент Винклера в электрической печи, что позволило ему увеличить температуру реакции на несколько сотен градусов и наблюдать выделение SiO.
В 1899 году Винклер ввёл в практику электрогравиметрического анализа вращающийся сетчатый электрод.

## Сочинения
- Руководство к химическому исследованию газов при технических производствах. 2-е изд. СПб.: Типография П. П. Сойкина, 1894. 208 с.
- Практический курс объёмного анализа. Руководство к изучению титрирного метода. М.: Издание А. А. Карцева, 1900. 152 с.